# 아이냥
아이냥(영어: iemeow)은 위시캣의 주인공 위시캣이다.

## 작중 행적
가끔은 덜렁거리지만 멋진 위시캣이 되고 싶은 꿈이 있는 아이냥!(멋진 위시캣이 되겠다~냥!)— SAMG 엔터테인먼트 위시캣 공식 홈페이지 캐릭터 소개

### 1화
하늘에서 떨어지는 중 안나가 잡으려고 달려가다가 안나와 방향이 엇갈리고 자신은 착지하며 그녀와의 첫 만남을 시작한다. 그러나 엘리자베스에게 잔소리를 듣게 된다.

### 2화
코코냥, 똑똑냥, 안나와 함께 셀프카메라를 찍었다.

### 3화
헬씨냥과 테니스를 하는 것으로 추정된다.

## 기타
- 캐치 티니핑의 하츄핑 포지션인 캐릭터로 보인다는 반응도 있어 일부에서는 하츄핑과 엮는 경우도 많았다. 다만 하츄핑과 비슷한 색의 캐릭터로 위시캣에선 이쁘냥이 나왔는데, 하츄핑과 성우도 같아서 닮은 면이 많다. 개막한 뮤지컬에서도 같은 제작사의 캐릭터 하츄핑과 함께 비중이 높을 것으로 보인다.
- 파리바게트와 콜라보하여 이 캐릭터의 머리 모양을 한 케이크가 출시되었다.
- 주역 위시캣인지 위시캣 오프닝에서 가사로 언급된다.
- 가족으로는 엄마가 있다고 한다.